# Cimicifugeae
Cimicifugeae Torr. & A.Gray, 1838 è una tribù di piante angiosperme dicotiledoni appartenenti alla famiglia delle Ranunculacee.

## Descrizione
I dati morfologici si riferiscono soprattutto ai generi europei e in particolare alle specie spontanee italiane.

Sono piante erbacee perenni la cui altezza varia al massimo fino a 1 m (le specie extraeuropee possono essere più alte). La forma biologica delle piante di questa tribù è prevalentemente geofita rizomatosa (G rhiz), ossia sono piante che portano le gemme in posizione sotterranea. Durante la stagione avversa non presentano organi aerei e le gemme si trovano in organi sotterranei chiamati rizomi, dei fusti sotterranei dai quali, ogni anno, si dipartono radici e fusti aerei. 

### Radici
L'apparato radicale è secondario da rizoma.

### Fusto
- Parte ipogea: la parte sotterranea del fusto consiste in un rizoma; può essere strisciante e a portamento orizzontale.
- Parte epigea: la parte aerea del fusto è eretta, ramosa e fogliosa, oppure semplice.

### Foglie

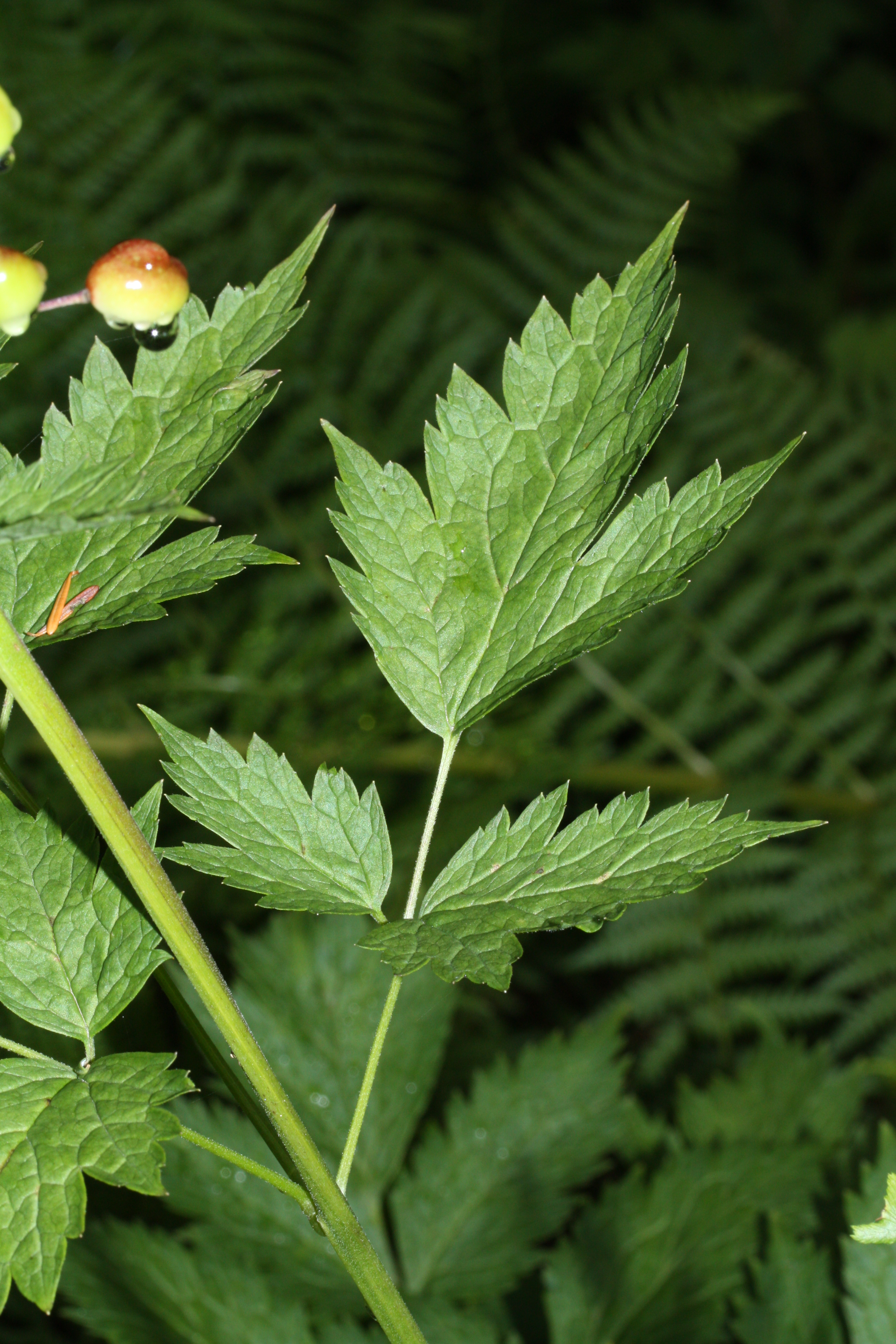
Le foglie
(Actaea rubra)

Sono piante provviste sia di foglie basali che cauline. Le foglie sono varie:  composte di tipo 1-3-pennatosette con segmenti completamente divisi dotati di una forma che può variare da largamente ovata a strettamente ellittica e con margini seghettati o lobati; oppure sono peltate con una forma da rotondeggiante a orbicolare, ma sempre composte di tipo palmatosetto. Le foglie cauline in genere sono presenti sullo scapo fiorifero (o in posizione ascellare) o lungo il fusto a disposizione alterna, oppure formano un verticillo appena sotto il fiore (le quali possono essere considerate, secondo prospettive diverse, delle brattee oppure un involucro fiorale – esempio di transizione verso un calice vero e proprio).

### Infiorescenza

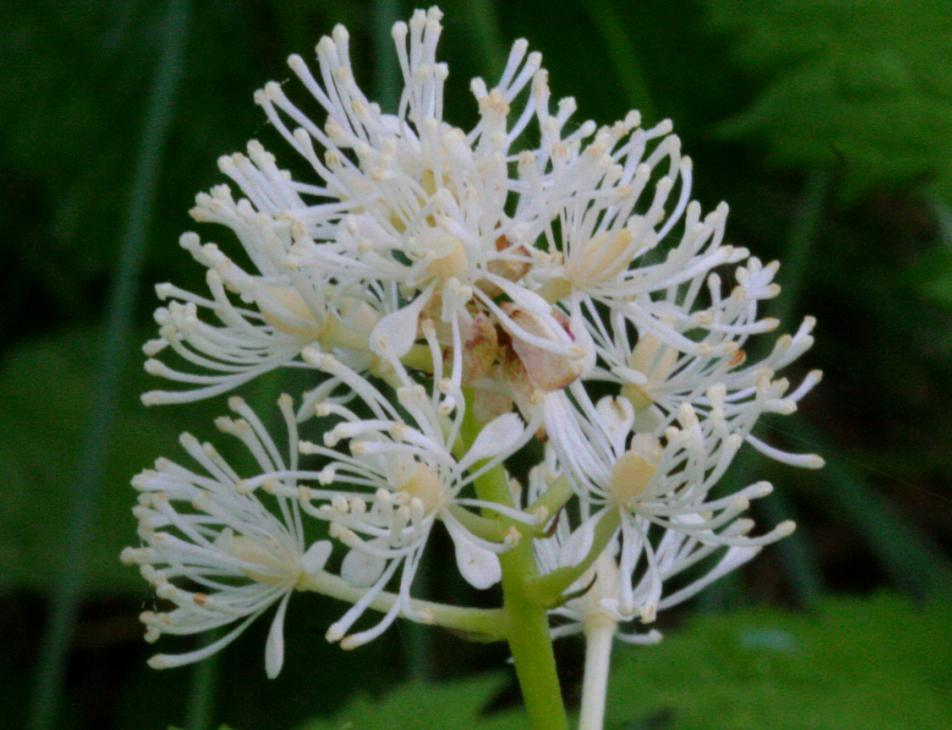
Infiorescenza
(Actaea spicata)

L'infiorescenza è quasi sempre terminale e si compone o di diversi (fino a 25) fiori piccoli raccolti a racemo denso simile ad una spiga, oppure da fiori solitari (in questo caso crescono direttamente dal rizoma).

### Fiori

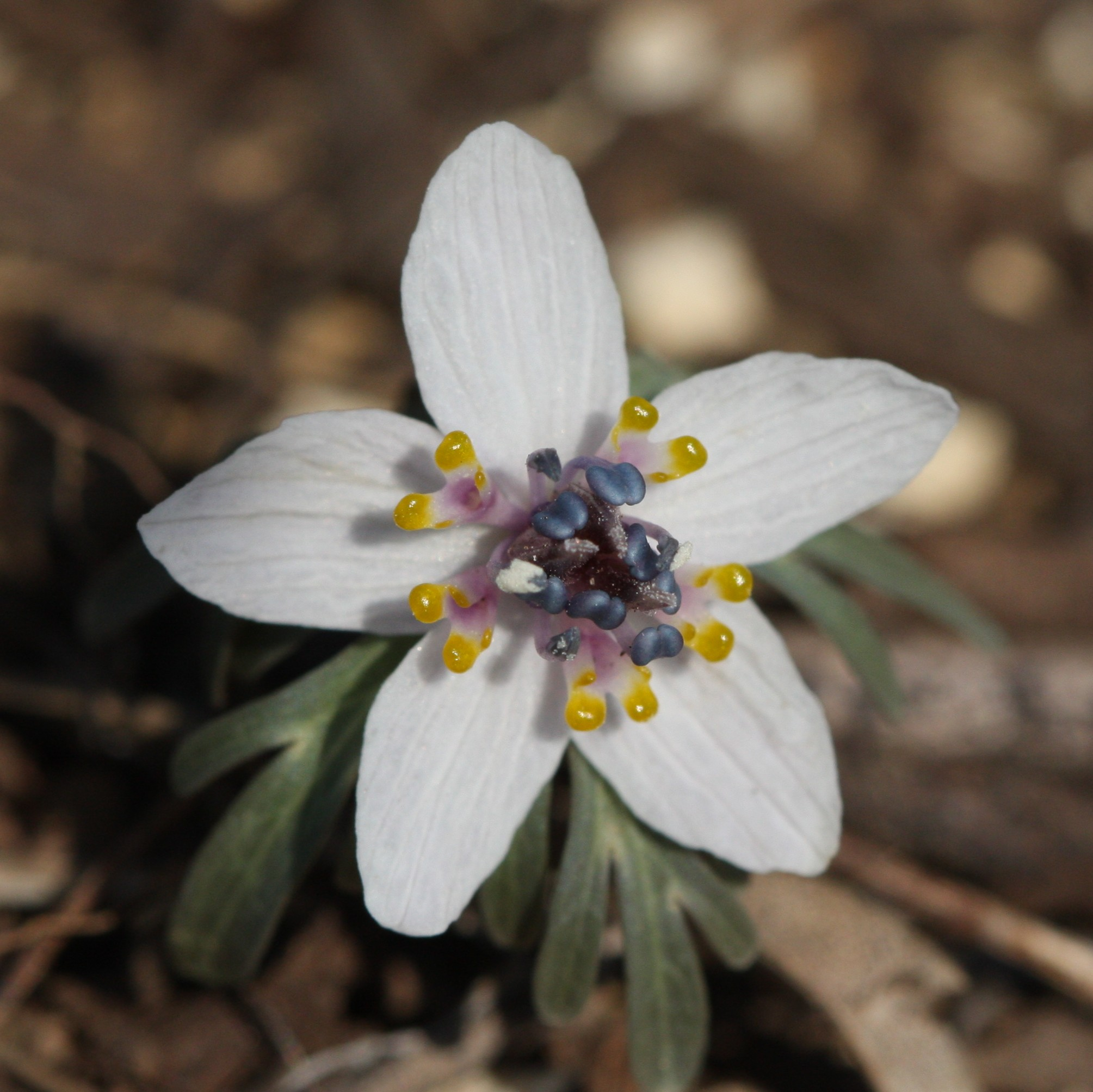
Il fiore
(Eranthis pinnatifida)

Questi fiori sono considerati fiori arcaici, o perlomeno derivati da fiori più arcaici dalla struttura aciclica. Il perianzio è formato da un solo verticillo di elementi più o meno indifferenziati (fiori apoclamidati), i quali hanno una funzione di protezione e sono chiamati tepali o sepali (la distinzione dei due termini in questo caso è ambigua e quindi soggettiva). I petali veri e propri sono molto ridotti. I fiori sono attinomorfi, da tetrameri a esameri (a 4 - 6 elementi di base), ermafroditi e dialisepali (e anche dialipetali). 

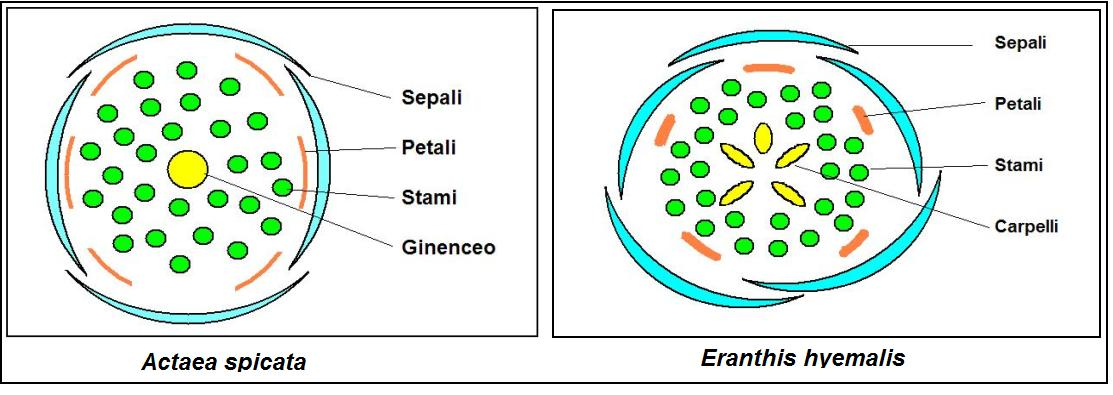
Diagrammi fiorali

- Formula fiorale: per questa pianta viene indicata la seguente formula fiorale:

* K 4-8, C 4-10, A molti, G 1-pochi (supero)
- Calice: il calice è composto da 4 - 8 sepali lanceolati o oblunghi di tipo petaloide e caduchi; in questo caso la funzione vessillifera è acquisita dagli stami (i petali veri e propri sono troppo piccioli).
- Corolla: i petali sono in numero variabile da 4 a 10, molto piccoli e stretti, a forma clavata, spatolata o tubulosa a seconda della specie. I nettari (i petali stessi) non sempre sono presenti.
- Androceo: gli stami (a disposizione spiralata) sono molto numerosi (10 - 50), vistosi (vessilliferi); alcuni sono sterili (specialmente quelli esterni). I filamenti sono filiformi e lineari. Le antere hanno una forma ellissoide oppure orbicolare.
- Gineceo: l'ovario è supero formato da uno (o pochi) carpelli sia sessili che peduncolati. Dal carpello si sviluppa un frutto contenente diversi semi.

### Frutti
Il frutto può essere una bacca sessile, polisperma e ovoidale (genere Actaea), oppure dei follicoli (da 3 a 9) rostrati (con becco terminale) e stipitati (genere Eranthis).

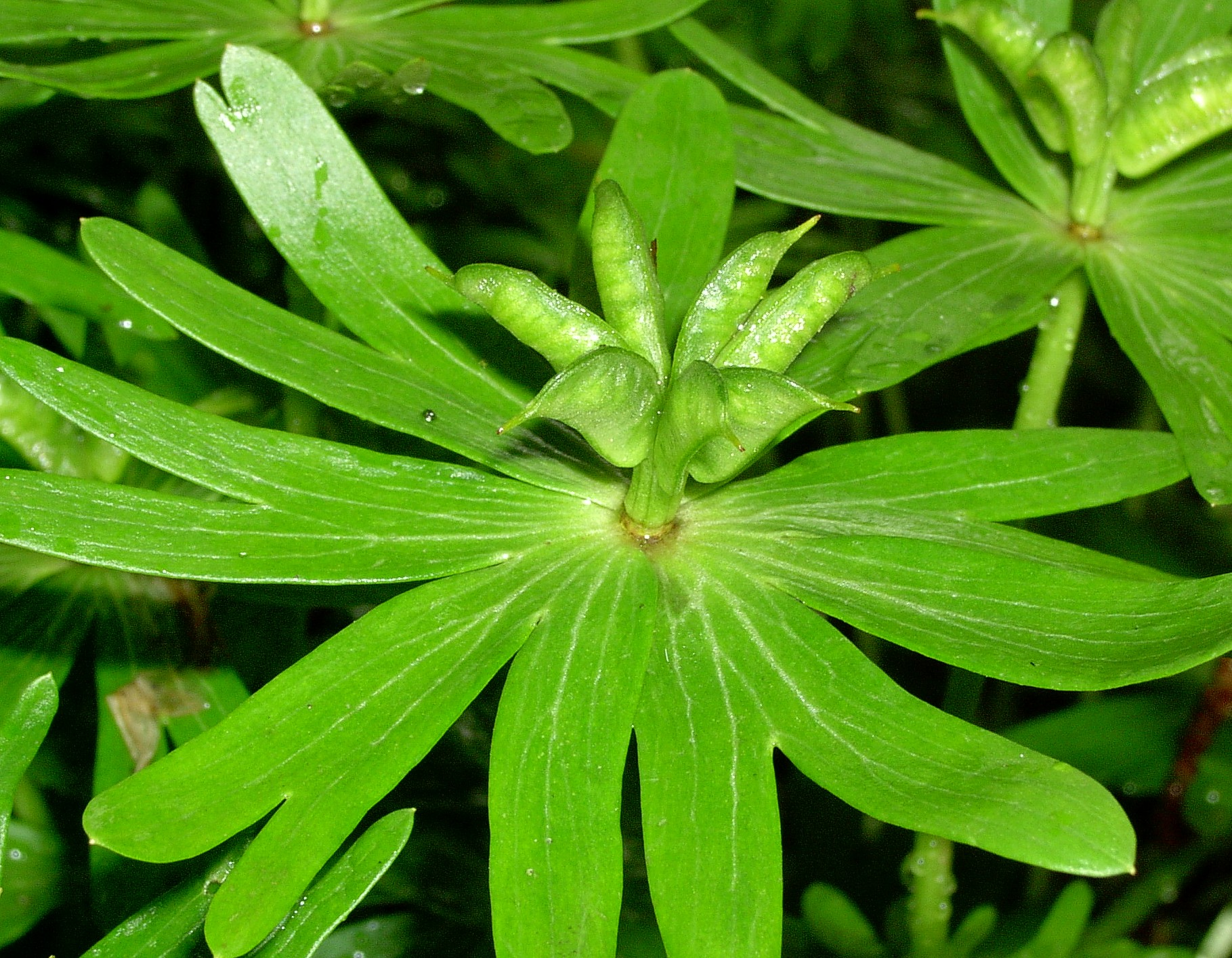
Frutti a follicolo (Eranthis hyemalis)
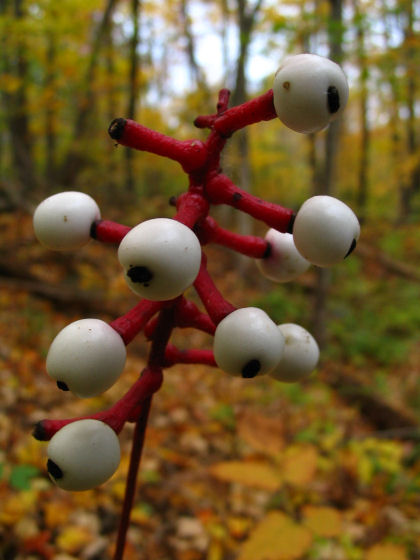
Frutti a bacca (Actaea pachypoda)

## Riproduzione
- Impollinazione: l'impollinazione è garantita soprattutto da diversi insetti, come api e vespe in quanto in maggioranza sono piante nettarifere (impollinazione entomogama).
- Riproduzione: la fecondazione avviene sia tramite l'impollinazione dei fiori (vedi sopra), ma anche per divisione del piede (propagazione tipicamente orticola).

## Distribuzione e habitat
La distribuzione delle specie di questa tribù è soprattutto relativa nelle zone temperate dell'Emisfero boreale (America del Nord, Europa e Asia orientale temperata). L'habitat tipico sono i boschi, sia le radure che i margini boschivi; ma anche le zone fresche e umide dei sottoboschi stessi.

## Tassonomia
La tribù Cimicifugeae comprende i seguenti generi::
- Actaea L. (1753)
Genere composto da una quindicina di specie distribuite soprattutto nel Nord America (ma nache due in Cina, due in Europa e una in Italia). I fusti sono ramosi e fogliosi con infiorescenze terminali fino a 25 fiori in genere biancastri. Essendo i sepali caduchi speso i fiori si presentano con i soli stami molto evidenti. I frutti sono delle bacche variamente colorate.

- Anemonopsis Siebold & Zucc. (1846)
Genere monotipico composto solamente dalla specie Anemonopsis macrophylla Siebold & Zucc. [5] originaria del Giappone ma distribuita anche nel Nord America. I fiori sono delicati e simili ad una ciotola con una piccola rosetta centrale di petali.

- Beesia Balf.f. & WWSm.
Genere originario della Cina. È composto da poche specie (4 al massimo)[6]. I scapi sono semplici con una guaina membranosa alla base; l'infiorescenza è cimosa con 1 – 3 fiori sessili; i fiori di tipo attinomorfo si presentano con una apertura piatta con 5 sepali in genere bianchi e con numerosi stami sporgenti; i frutti sono dei follicoli solitari[7].

- Eranthis Salisb. (1807)
Genere con poche specie (Europa, Nord America e Asia, soprattutto Cina). I fiori sono bianchi o gialli e sono caratterizzati da una vistosa brattea di tipo fogliare a forma circolare, palmata posta subito sotto il fiore.

È inoltre noto il seguente genere fossile:
- †Paleoactaea Pigg & DeVore (2005)
Genere estinto i cui fossili sono stati rinvenuti nel Dakota del Nord (USA) in strati geologici databili tra la fine del Paleocene e l'inizio del Eocene (circa 55 milioni di anni fa). Il ritrovamento consiste in un piccolo frutto ovoidale contenente alcuni semi la cui somiglianza e altre affinità tassonomiche con quelli del genere Actaea ne ha permesso il riconoscimento. Al momento questo genere si compone di due specie fossili: Paleoactaea bowerbanki e Paleoactaea nagelii.

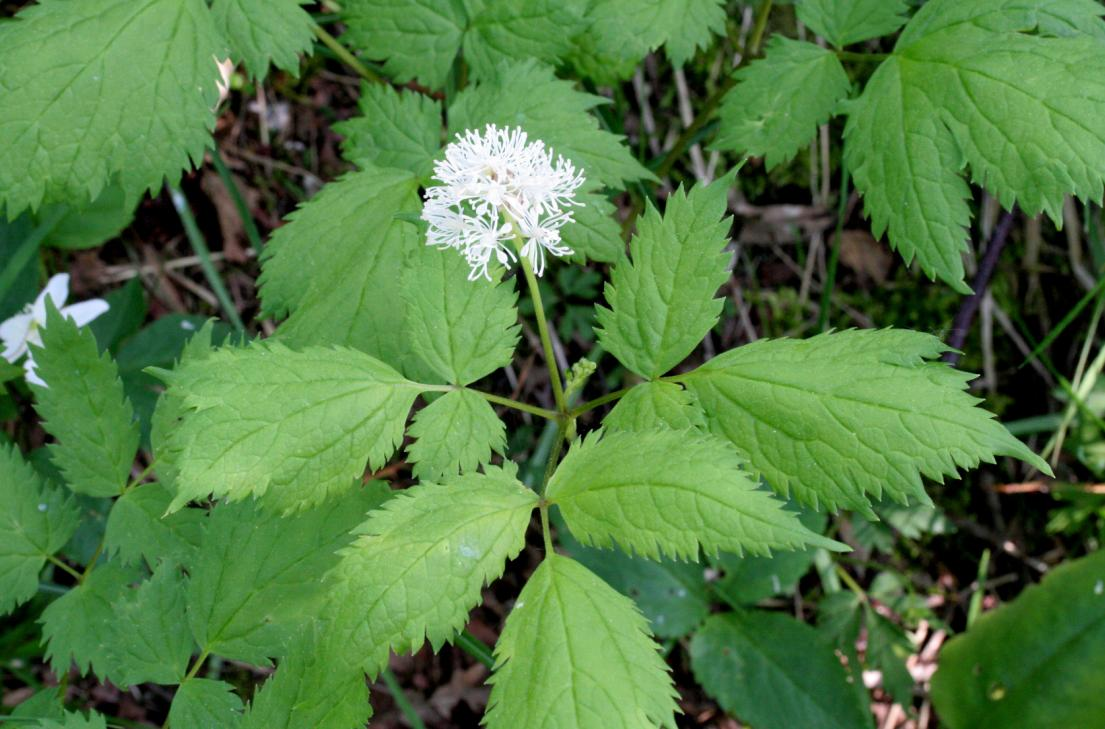
Actaea spicata
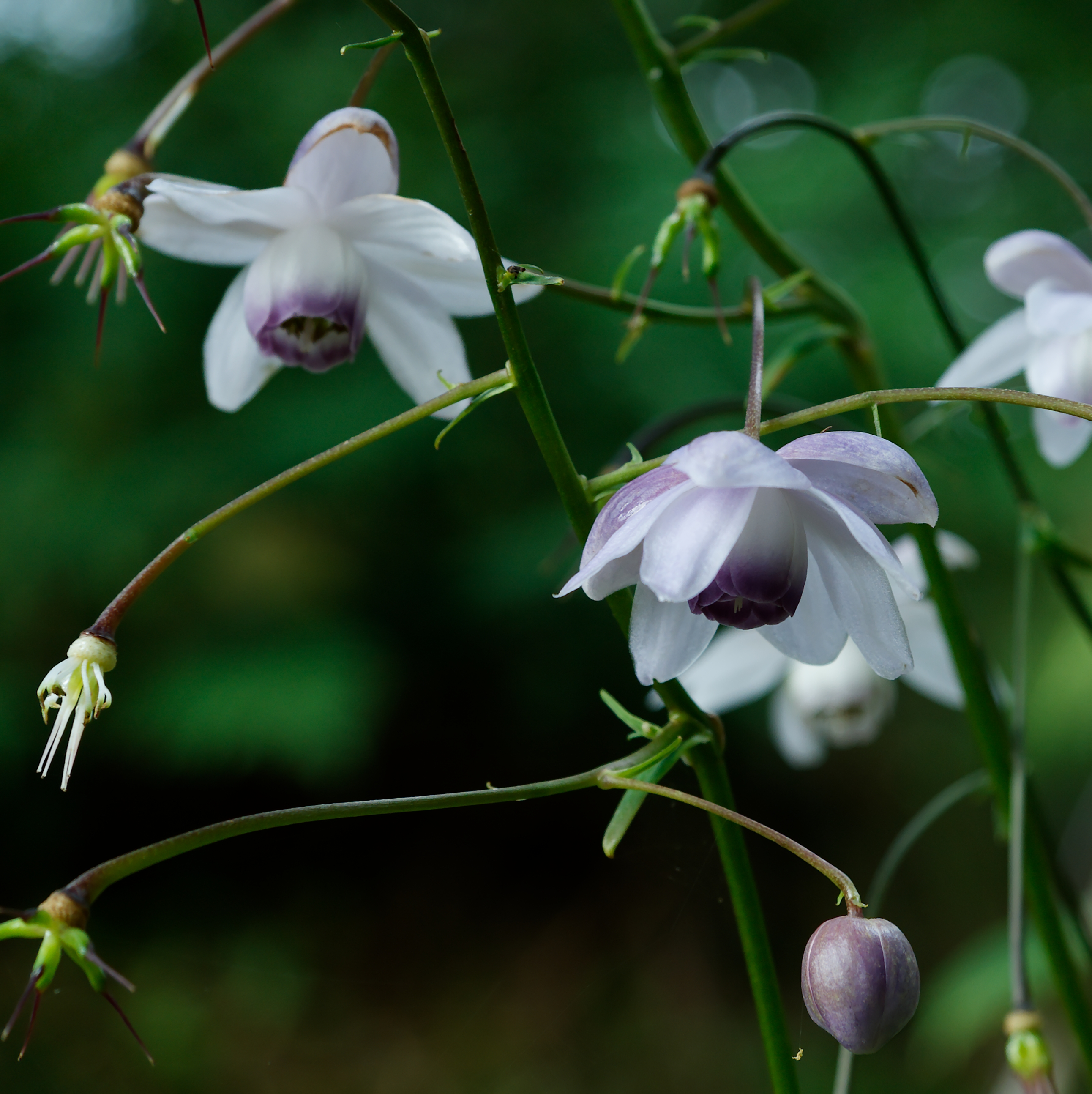
Anemonopsis macrophylla
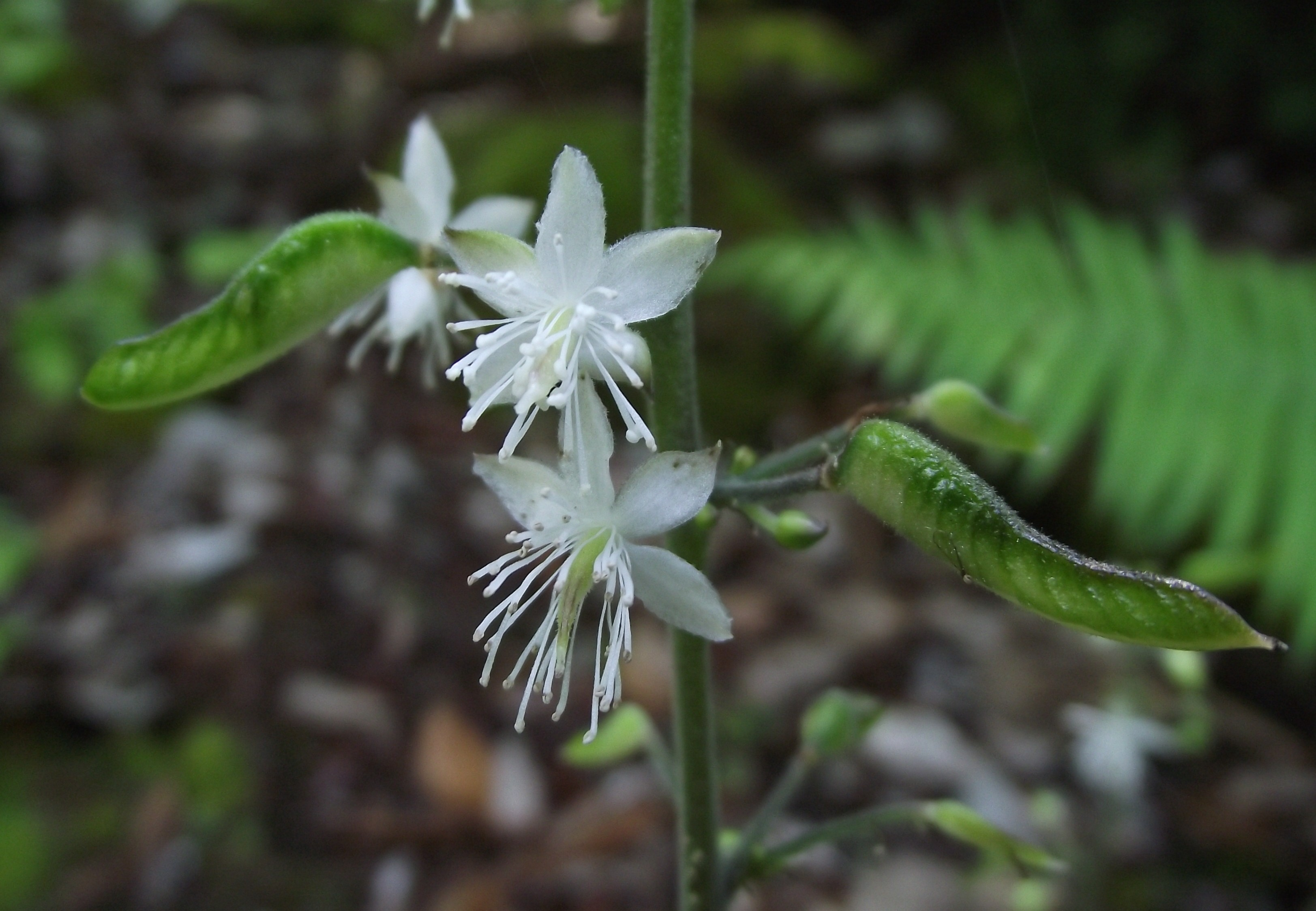
Beesia deltophylla
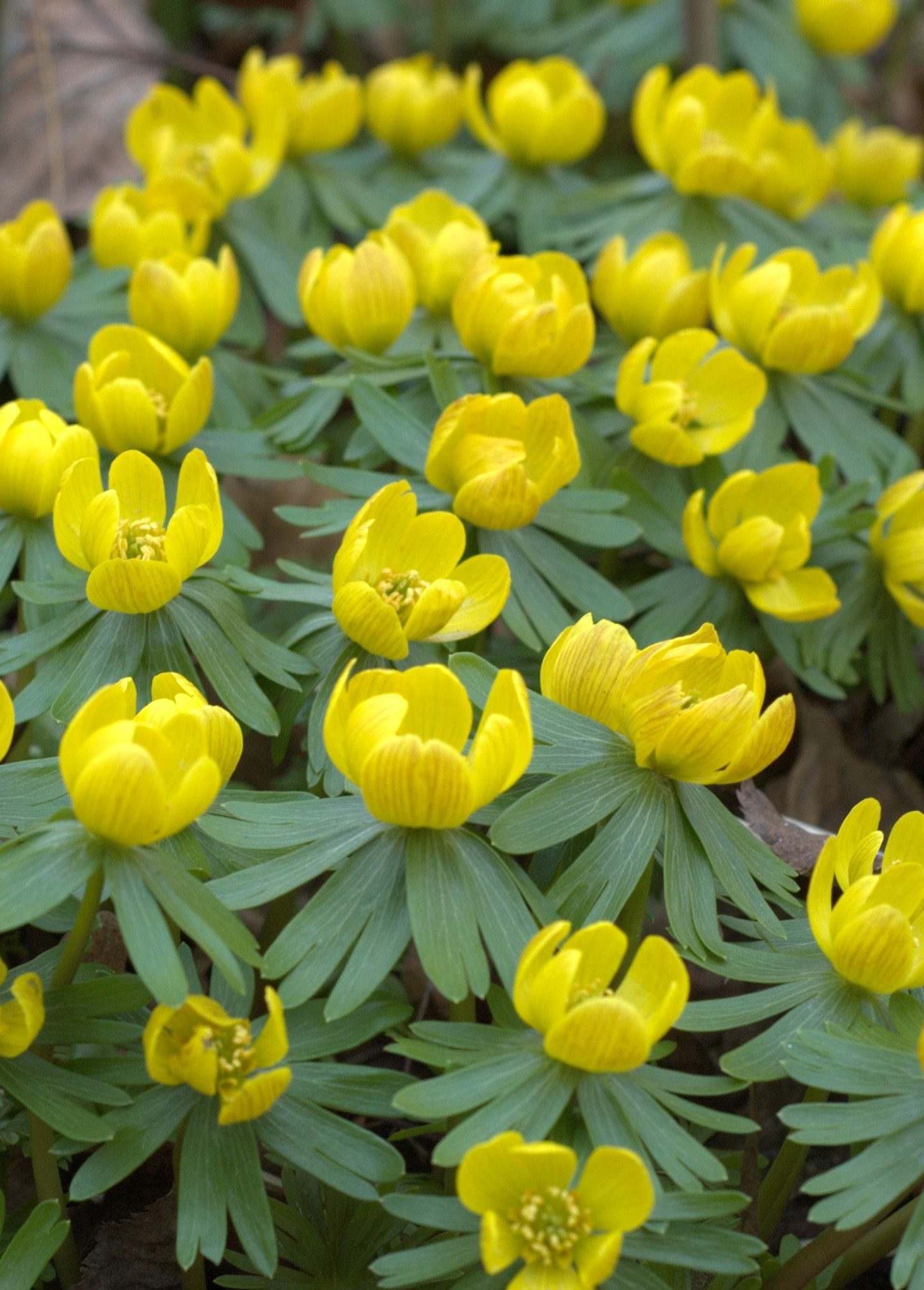
Eranthis hyemalis

### Filogenesi
La composizione di questa tribù si basa sulle ultime e più recenti ricerche filogenetiche. In effetti i suoi generi nel passato sono appartenuti a gruppi tassonomici diversi. Il problema si concentra soprattutto sul genere Eranthis che in alcune classificazioni botaniche è assegnato alla tribù delle Helleboreae (vedere la tassonomia proposta da Micho Tamura alla fine del secolo scorso). 

In seguito successive analisi (di tipo filogenetico-molecolare sulle sequenze del DNA) hanno dimostrato l'esistenza di stretti rapporti di Eranthis con  Actaea, Cimicifuga,  Souliea e Anemonopsis; mentre altre ricerche sia esaminando il DNA ribosomiale e plastidiale che comparando i cariotipi (analisi sulla morfologia dei cromosomi) hanno riscontrato un collegamento tra Beesia e Eranthis.

Anche i sepali tepaloidi convalidano un sottoclade nell'ambito della famiglia comprendente il genere Actaeae e altri generi di altre tribù, tutti compresi nella grande sottofamiglia delle Ranunculoideae.

### Sinonimi
Questa entità ha avuto nel tempo diverse nomenclature. L'elenco seguente indica alcuni tra i sinonimi più frequenti:
- Cimicifugeae  Torr. & Gray (1838)
- Eranthideae T. Duncan et Keener  (1991)
- Eranthidinae Ziman (1985)

## Usi
Queste piante sono velenose per la presenza di alcaloidi di vario tipo. L'impiego principale delle specie di questo genere è nel giardinaggio, mentre anticamente alcune venivano impiegate nella medicina popolare.